# Sacura margaritacea
Sacura margaritacea (em japônes: サクラダイ), é uma espécie de anthias do gênero Sacura, pertence a subfamília anthiinae e família serranidae. É um peixe muito raro de se encontrar no comercio de aquários americanos e europeus, mas é uma espécie comum para aquaristas asiáticos. O sakuradai também é conhecido como anthias-cereja ou anthias-sakura.

## Ecologia
Ocorre em grandes cardumes em áreas rochosas. Se alimentam de plâncton das correntes oceânicas, os machos são rosa com manchas brancas e as fêmeas são rosa desbotado com uma grande mancha preta na barbatana dorsal. Os alevinos possuem espinhos operculares e intestino triangular, mas com forme vão crescendo seu intestino muda de forma e volta a parecer com os dos outros peixes. As fêmeas podem medir 13.0 cm e os machos 10.0 cm.

## Distribuição
Há muito tempo é considerado endêmico do sul do Japão. Mas nos últimos anos foi confirmado que habita águas próximas de Palau.

## Usos humanos
Frequentemente são encontrados em lojas de aquarismo asiáticos, raramente a espécie é consumida.

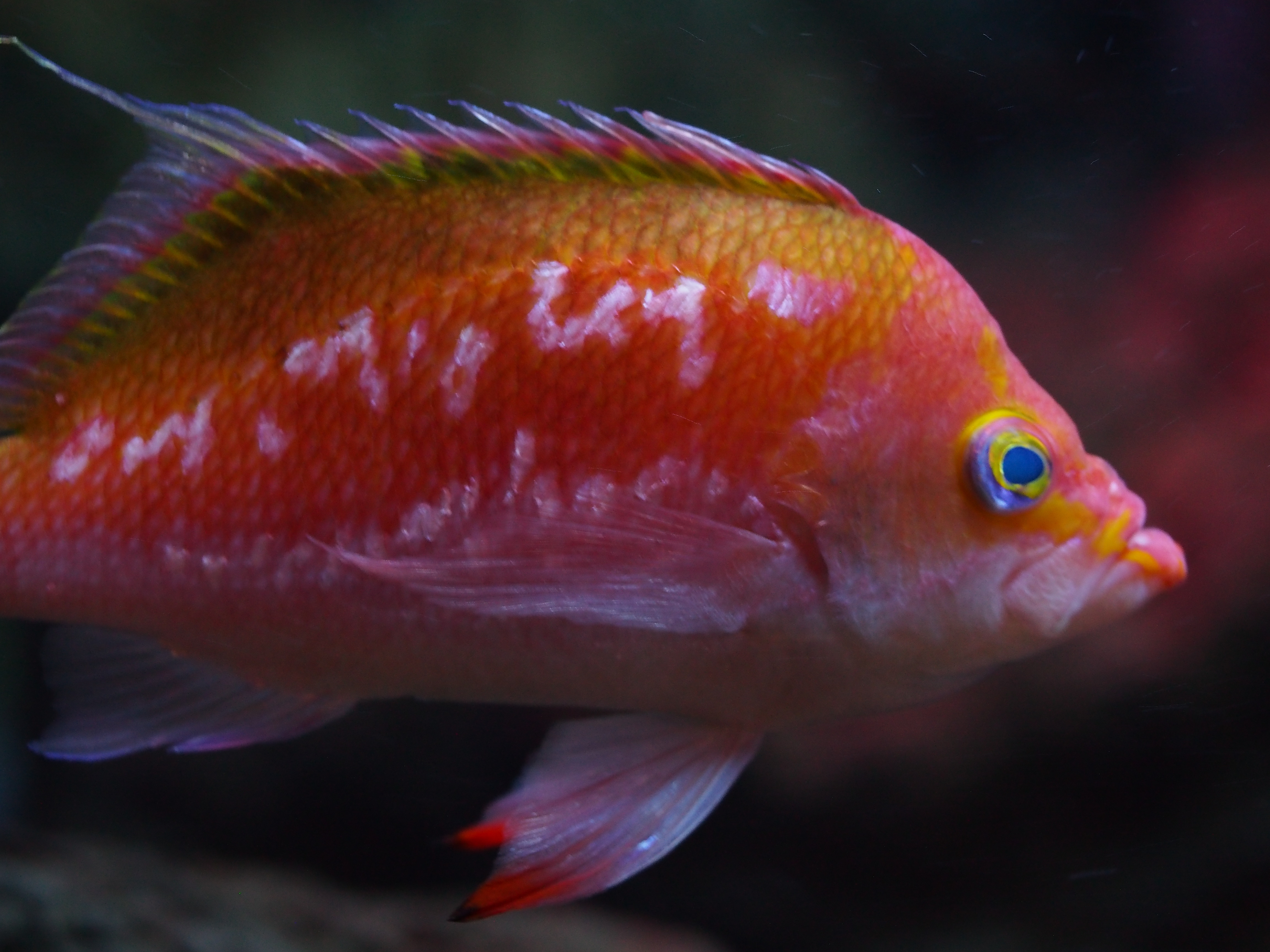
Exemplar em aquário.